# Jessie Daams
Jessie Daams (Neerpelt, 25 de mayo de 1990) es una ciclista profesional belga. Debutó como profesional en 2009 tras destacar en pruebas profesionales de pista en 2008. Su mejor temporada como profesional en la disciplina de carretera fue en 2012 donde terminó 3.ª en el Campeonato de Bégica en Ruta y ganó una etapa en el Tour de Turingia femenino (su primera y única victoria profesional en esa disciplina).
Su padre, Hams Dams, también fue ciclista profesional que llegó a participar en la prueba en ruta de los Juegos Olímpicos de Los Ángeles 1984.

## Palmarés
2009
- 2.ª en el Campeonato de Bélgica Velocidad
- 3.ª en el Campeonato de Bélgica Puntuación
- Campeonato de Bélgica Scratch
- 2.ª en el Campeonato de Bélgica Persecución
- 3.ª en el Campeonato de Bélgica Omnium
- Campeonato de Bélgica Persecución por Equipos (haciendo equipo con Jolien D'Hoore y Kelly Druyts)

2010
- Campeonato de Bélgica Puntuación
- 2.ª en el Campeonato de Bélgica Persecución
- 3.ª en el Campeonato de Bélgica Omnium
- Campeonato de Bélgica Persecución por Equipos (haciendo equipo con Jolien D'Hoore y Kelly Druyts)

2011
- 2.ª en el Campeonato de Bélgica Omnium
- 2.ª en el Campeonato de Bélgica Persecución

2012
- 3.ª en el Campeonato de Bélgica en Ruta
- 1 etapa del Tour de Turingia femenino

## Resultados en Grandes Vueltas y Campeonatos del Mundo
Durante su carrera deportiva ha conseguido los siguientes puestos en las Grandes Vueltas femeninas y en los Campeonatos del Mundo en carretera:
| Carrera         | 2009 | 2010 | 2011 | 2012 | 2013 | 2014 | 2015 | 2016 | 2017 |
| --------------- | ---- | ---- | ---- | ---- | ---- | ---- | ---- | ---- | ---- |
| Giro de Italia  | -    | -    | 27.ª | 52.ª | 20.ª | 18.ª | 65.ª | -    | -    |
| Tour de l'Aude  | -    | -    | X    | X    | X    | X    | X    | X    | X    |
| Grande Boucle   | -    | X    | X    | X    | X    | X    | X    | X    | X    |
| Mundial en Ruta | Ab.  | -    | -    | 17.ª | Ab.  | Ab.  | Ab.  | -    | -    |

-: no participa

Ab.: abandono

X: ediciones no celebradas

## Equipos
- Topsport Vlaanderen (2009-2010)
  - Topsport Vlaanderen Thompson Ladies Team (2008-2009)
  - Topsport Vlaanderen-Thompson (2010)
- Garmin-Cervélo (2011)
- AA Drink-Leontien.nl Cycling Team (2012)
- Boels-Dolmans Cycling Team (2013-2014)
- Lotto Soudal Ladies (2015-2017)